# Шевнево (Калужская область)
Ше́внево — деревня в Износковском районе Калужской области Российской Федерации. Входит в состав сельского поселения «Село Шанский Завод».

## Название
Вероятно, название населённого пункта произошло от старорусского слова «шевня́», что означает мех, мешок, шов. Прошивнем также называют инструмент для проделывания отверстий в кузнечном деле.

## География
Находится в пределах Смоленско-Московской возвышенности Русской равнины, на северо-западе Калужской области, на левом берегу реки Шани, в непосредственной близости от региональной автодороги Шанский завод — Михали, в ~ 2-х километрах от села Шанский Завод и в ~38 километрах от районного центра села Износки.

## История

### XVII век
1626 год: На реке Трубенка имелось место, где раньше стояла Церковь Святой Мученицы Параскевы-Пятницы с погостом и приделом Святого Николая Чудотворца. Место это относилось к Тупцовскому стану Можайского уезда. На земле стояли 9 дворов, 12 четвертин худой земли, 8 четвертин пашни, заросшей лесом; 15 стогов сена. Запустело в Литовское разорение.
1653 год: Упомянутое место именуется пустошью, где был Пятницкий погост. В церковной земле две четверти заросшей пашни и двадцать четвертей леса.

### XVIII век
1724 год: Церковным местом бывшей Пятницкой церкви владеют крестьяне деревни Шевнево (Шивнево) с уплатой оброка 20 алтын и 4 деньги в год. Населённый пункт упоминается (нанесён) на карту Делиза в районе Можайска.
1736 год: Церковная земля Пятницкой церкви была отдана в оброк Синодальным Казённым приказом держателю железных заводов в Шанском и Гиреево Алексеею Мосолову. Плата за пользование землёй была определена — один рубль в год.
1774 год: Шевнево упоминается как деревня на карте Московской провинции Горихвостова.
1782 год: Шевнево входит в волость села Спаское (Кузово), ей владеет графиня Екатерина Ивановна Шувалова. Пятницкая оброчная земля принадлежит Экономическому ведомству, всего в ней 2 десятины пахотной земли, 1 десятина сенокоса и 29 десятин 542 сажени леса.

### XIX век
1859 год: В «Списках населённых мест Калужской губернии» , Шевнево (Шивнево) — владетельная деревня второго стана Медынского уезда, располагающаяся справа тракта Медынь—Гжатск. Деревня стояла на берегу реки Шани, в 26 верстах от Медыни. В деревне 38 дворов и 186 жителей.

### XX век
В начале XX века Шевнево славилось своими пряниками, производство которых было открыто в деревне. Продукцию продавали на ярмарках в Мелыне, Малоярославце, Калуге, и в Москве.
1914: В «Списках населённых мест Калужской губернии» Шевнево — деревня Кузовской волости, 2-го стана, 3-го земского участка, 2 участка судебного следователя Медынского уезда Калужской губернии. В деревне в это время проживало 307 человек. Имеется также хутор Шевнево, где проживало 22 человека.
В 1918 году уроженец деревни, Григорий Иванович Белов был расстрелян большевиками как активный участник Медынского восстания.
Великая Отечественная война
В годы Великой Отечественной войны деревня была оккупирована в октябре 1941 года.
В январе 1942 года, в период проведения Ржевско-Вяземской операции использовалась немцами как опорный пункт обороны.
22 января 1942 года 113-я стрелковая дивизия была атакована на марше группой противника.
27-го января 1942-года Шевнево было освобождено бойцами 1291-го стрелкового полка 110-й стрелковой дивизии.
Останки бойцов из воинских захоронений в Шевнево, в 1950-е годы были перенесены в братскую могилу села Шанский Завод.

## Население
| 2002 | 2010 |
| ---- | ---- |
| 7    | ↗14  |

## Инфраструктура
Личное подсобное хозяйство с зоной сельскохозяйственного использования, индивидуальная застройка усадебного типа.

## Транспорт
Деревня доступна автотранспортом.  

## Статьи и публикации
- Евсеева О. С. Топонимия смоленско-витебского приграничья: структурно-семантический аспект // Министерство образования и науки Российской Федерации : научная публикация. — Смоленск: Смоленский государственный университет, 2015.
- Медынское восстание // Калужский край : Историко-краеведческий портал. — 2016. — 3 марта. Архивировано 9 августа 2016 года.